# Stephanie Mayr
Stephanie Mayr (21 gennaio 1965) è una giocatrice di curling tedesca.

## Biografia
Partecipò ai XVI Giochi olimpici invernali edizione disputata a Albertville (Francia) nel 1992, riuscendo ad ottenere la prima posizione nella squadra tedesca con le connazionali Andrea Schöpp, Monika Wagner, Sabine Huth e Christiane Scheibel.
Nell'edizione la nazionale norvegese si classificò seconda, la canadese terza. La competizione ebbe lo status di sport dimostrativo.